# Nacionalno prvenstvo ZDA 1900
Nacionalno prvenstvo ZDA 1900 v tenisu.

## Moški posamično
Malcolm Whitman :  William Larned  6-4 1-6 6-2 6-2

## Ženske posamično
Myrtle McAteer :  Edith Parker  6-2, 6-2, 6-0

## Moške dvojice
Holcombe Ward /  Dwight Davis :  Fred Alexander /  Raymond Little 6–4, 9–7, 12–10

## Ženske dvojice
Hallie Champlin /  Edith Parker :  Marie Wimer /  Myrtle McAteer 9–7, 6–2, 6–2

## Mešane dvojice
Margaret Hunnewell /  Alfred Codman :  T. Shaw /  George Atkinson 11–9, 6–3, 6–1